# Rafael Esteve

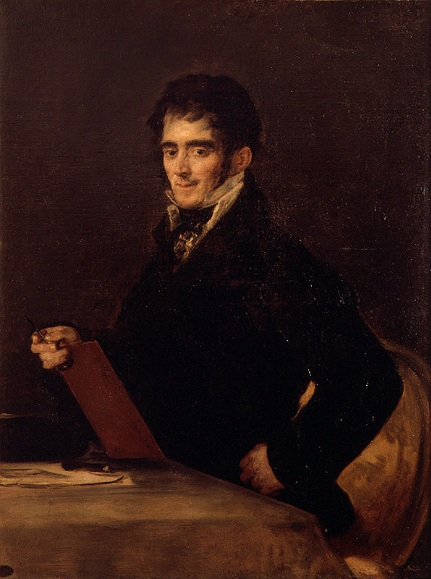
Retrato de Rafael Esteve, por Francisco de Goya, 1815. Óleo sobre lienzo. Museo de Bellas Artes de Valencia

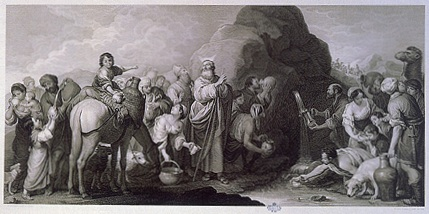
Moisés hace brotar el agua de la fuente, aguafuerte y buril, 1839, grabado de Esteve sobre una pintura de Murillo conservada en el Hospital de la Caridad de Sevilla.

Rafael Esteve Vilella (Valencia, 1 de julio de 1772-Madrid, 1 de octubre de 1847) fue un grabador valenciano, el último de los grandes maestros del grabado de reproducción, y uno de los más destacados representantes del romanticismo en España. Miembro de una familia de artistas, fue hijo del escultor José Esteve Bonet y sobrino del pintor Agustín Esteve.

## Biografía
Formado inicialmente en la Real Academia de Bellas Artes de San Carlos de Valencia, en 1789 fue pensionado por la institución junto con Vicente López para proseguir los estudios de grabado en la Real Academia de Bellas Artes de San Fernando de Madrid, donde permaneció tres años. De regreso en Valencia, en 1792 obtuvo el primer premio en el concurso general convocado por la Academia de San Carlos, en la que en 1796 fue admitido como académico de mérito. Durante el reinado de Carlos IV colaboró con la Real Calcografía. En 1799 fue nombrado grabador de cámara honorario —sin sueldo— y ejecutó los retratos de los reyes a partir de dibujos hechos por su tío Agustín sobre pinturas de Goya, posiblemente con destino a la Guía de Forasteros. Pudo iniciarse entonces la amistad con el pintor aragonés que en 1815 pintó su retrato con los útiles propios de su oficio. Durante la Guerra de la Independencia española vivió en Cádiz. Al regreso de Fernando VII ocupó en 1815 el puesto de grabador de cámara vacante por la muerte de Tomás López Enguídanos y pudo cumplir su deseo de ampliar su formación en Francia e Italia, a donde viajó en 1817.
Entre sus obras cabe destacar algunos de los grabados que ilustran la primera edición en 16.º del Quijote, editada en la Imprenta Real, 1797-1798, la «Vista del teatro seguntino tomada de la gradería» que grabó sobre un dibujo de Manuel Camarón para el Viaje arquitectónico-antiquario de España (1807), y los retratos de Carlos IV y de Fernando VII y sus respectivas esposas o el de José de Palafox entre sus contemporáneos, así como los retratos de Francisco Pizarro, Francisco Sánchez de las Brozas y Jerónimo Gracián (1791), que abrió para los Retratos de españoles ilustres.
En 1839 obtuvo el mayor éxito de su carrera al ganar la medalla de oro de la Exposición de París por su reproducción al aguafuerte y buril del cuadro de Murillo Moisés haciendo brotar el agua de la roca, para cuya ejecución se había desplazado personalmente a Sevilla algunos años antes.
Fue premiado con la Cruz de Carlos III y nombrado director honorario de la Academia de San Carlos. Académico de mérito de la de San Fernando, correspondiente de la Academia de París y director de la Calcografía Nacional.